# Pelodosotis
Pelodosotis és un gènere extint de tetràpode lepospòndil de l'ordre Microsauria, que va viure al començament del període Permià en el que avui són els Estats Units.